# Tliltocatl kahlenbergi
Tliltocatl kahlenbergi (Synonym: Brachypelma kahlenbergi) ist eine mexikanische Vogelspinnenart. Sie kommt in der Gegend von Veracruz vor. In der Färbung erinnert sie sehr stark an die Arten Tliltocatl vagans, Tliltocatl sabulosus und Tliltocatl epicureanum und kann mit diesen Arten verwechselt werden. Tliltocatl kahlenbergi ist allerdings eine kleinbleibende Art der Gattung und kann anhand der Körpergröße von verwandten Arten unterschieden werden. Sie lebt sympatrisch mit anderen Arten der Gattung Tliltocatl wie beispielsweise mit der ähnlichen Art Tliltocatl schroederi.

## Habitat und Verhalten
Im mexikanischen Bundesstaat Veracruz ist es ganzjährig heiß mit durchschnittlichen Temperaturen zwischen 26 °C und 33 °C. Die heißeste Phase liegt zwischen Mai und Oktober. In dieser Zeit fällt auch am meisten Niederschlag. Vor allem die Zeit zwischen Juli bis Oktober mit dem Höhepunkt im September sind mit Regenmengen von bis zu 300 mm am niederschlagsreichsten.
Wie auch andere Brachpelma-Arten gräbt diese Spinne Wohnhöhlen in den Untergrund. Ähnlich wie Tliltocatl schroederi produziert das Weibchen im Vergleich weniger, dafür aber größere Eier als andere Brachypelma-Arten. Die Larven und die Spiderlinge in der ersten Fresshaut sind daher auch größer als diejenigen anderer Arten der Gattung.

Schematischer Vergleich der Spermathek von Tliltocatl vagans und Tliltocatl kahlenbergi

Schematische Darstellung der Dornen (blau eingefärbt) bei der Tibiapophyse.

## Merkmale und Systematik
Die Tiere haben eine tiefschwarze Grundfärbung. Auf dem schwarzen Opisthosoma haben die Spinnen längere rote Haare. Der Carapax mit den Coxen der Beine und Taster ist je nach Individuum sehr dunkel bis hellbraun gefärbt. Die Männchen (Holotyp und Paratypen) sind zwischen 3,2 und 3,4 Zentimeter lang (von den Beißklauen bis zu den Spinnwarzen gemessen). Das Weibchen ist mit vier Zentimeter Körperlänge ein wenig größer. In der Färbung gibt es keinen Sexualdimorphismus. 
Als mögliches Unterscheidungsmerkmal zur sehr ähnlichen T. vagans kann die schwächere rote Behaarung auf dem Opisthosoma und die fehlende rote Behaarung auf den Beinen dienen. Der Carapax von T. vagans ist normalerweise immer dunkel gefärbt, nicht so aber bei T. kahlenbergi. Es sind bisher keine Individuen von T. vagans mit hellem Carapax bekannt. Die Färbung ist allerdings kein taxonomisch relevantes Kriterium zur Unterscheidung der Arten und so ist auch zu vermuten, dass einige ähnlich gefärbte Tliltocatl-Arten leicht von Laien verwechselt werden können. Die sichere diagnostische Unterscheidung zur Art T. vagans (und sämtlichen anderen Arten der Gattung) findet über die Sternalsigillen (beim Sternum auf der Unterseite) sowie über die Dornen bei den Tibiaapophysen und der Form der Spermathek statt. T. kahlenbergi hat im Gegensatz zu allen anderen Tliltocatl-Arten zwei Dornen bei der prolateral gelegenen Tibiaapophyse. Der größere Dorn entspringt bei der Basis der Apophyse und läuft zur Mitte hin und ein wenig darüber hinaus. Neben ihm entspringt der kleinere Dorn und läuft dann über das Ende des anderen hinaus. Die Spermathek ist bei T. kahlenbergi tief in der Mitte eingeschnitten, fast zweigeteilt und wirkt daher sehr wellenlinienartig. Die Basis der Spermathek ist zusätzlich stark gebogen. Die Spermathek von T. vagans hat im Vergleich eine gerade Basis und wirkt eher trapezförmig.

## Name
Der Name wurde zu Ehren eines Herwig Kahlenberg aus Berlin gewählt, der Exemplare dieser Spinnenart in größerer Anzahl gehalten und nachgezüchtet hat. Er bemerkte bereits, dass es sich um eine bisher unbeschriebene Art handeln musste.